# René Binet (Architekt)

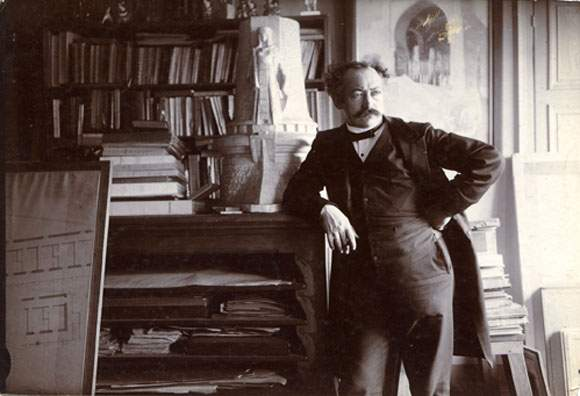
René Binet

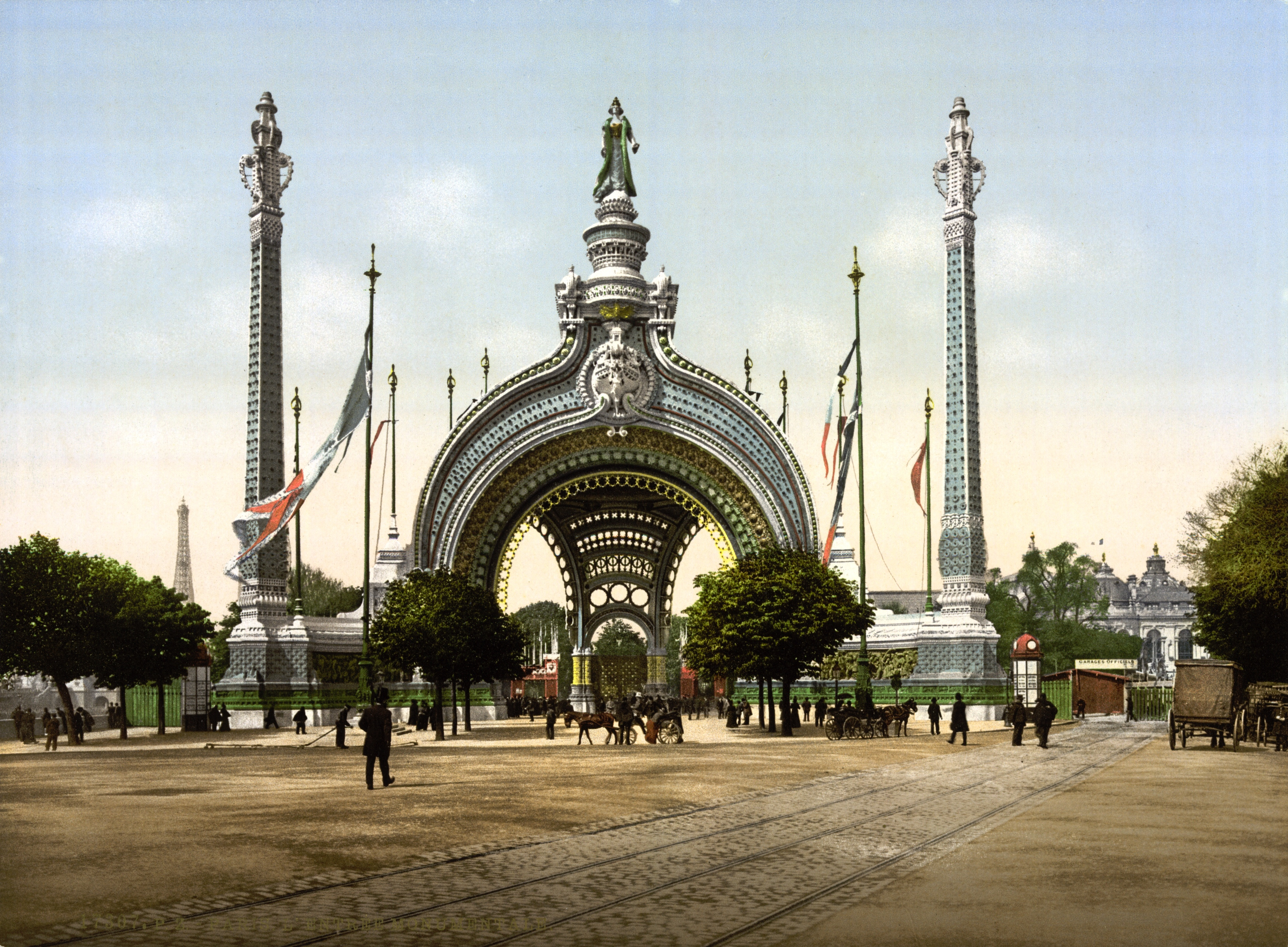
Portal zur Weltausstellung 1900 in Paris

René Binet (* 1866 in Chaumont (Yonne); † 19. Juli 1911 in Ouchy) war ein französischer Maler und Architekt des Jugendstils.

## Leben
René Binet war ab 1886 Schüler von Victor Laloux an der École des beaux-arts in Paris. 
Für die Weltausstellung 1900 in Paris errichtete er ein monumentales Portal und den Landwirtschaftspavillon.

## Auszeichnungen
- 1891: Chapelain-Preis
- 1893: Chaudesaignes-Preis
- 1896: Rougevin-Preis
- 1898: 2. Preis für den Wettbewerbsentwurf für den Großen Palast bei der Weltausstellung 1900
- 1901: Ritter der Ehrenlegion
- 1910: Medaille der Société centrale des architectes

## Bauwerke (Auswahl)
- um 1903: Pont Notre-Dame in Paris
- 1908: Telefonvermittlung Rue Gutenberg in Paris
- um 1908: Postamt Madeleine in Paris
- 1909: Post- und Telegraphenamt der Maison Dorée, Boulevard des Italiens in Paris
- 1910/11: Umbau und Vergrößerung des Kaufhauses Printemps in Paris